# Лиангканг Кангри
Лиангканг Кангри е връх разположен в южната част на Хималаите, на границата на Бутан и Китайска народна република. Има височина 7534 m.